# Body Double (film)
Body Double is een mystery-thrillerfilm uit 1984 geregisseerd door Brian De Palma. De film heeft een cultstatus vanwege de typische jarentachtigdecors, de newwavemuziek, de erotische scènes en de onderbreking met de videoclip Relax van Frankie Goes to Hollywood. Een body double is een plaatsvervanger die wordt ingezet om tijdens een naaktscène het (blote) lichaam van een actrice te vervangen.

## Verhaal
Jake Scully is een onsuccesvolle acteur. Hij klapt doorlopend dicht, meestal doordat hij lijdt aan claustrofobie. Hierdoor wordt hij afgewezen voor een rol als vampier in een B-film. Zijn problemen worden nog groter als hij ook nog eens het huis uit wordt gezet door zijn overspelige vrouw Carol.
Hij krijgt het aanbod om tijdelijk op het huis van Sam Bouchard te passen. Dit blijkt een futuristisch huis te zijn met een magnifiek uitzicht. Sam laat ook nog even zien hoe Jake met een telescoop bij een bepaald huis in de buurt naar binnen kan kijken waar een onwetende vrouw 's avonds regelmatig dansend uit de kleren gaat. Jake kijkt door de kijker en ziet inderdaad hoe een vrouw een striptease opvoert. Volgens Sam doet ze dit elke avond om dezelfde tijd.
De volgende avond ziet hij echter hoe de vrouw door haar man wordt mishandeld. De dag erop besluit Jake de vrouw te volgen. Hij ontdekt dat ze er een andere vriend op nahoudt. Hij ontdekt dat de vrouw zelf ook gevolgd wordt door een gevaarlijk uitziende indiaan. De vrouw wordt later beroofd door diezelfde indiaan.
Die avond ziet hij de indiaan inbreken in het huis van de vrouw. Wanneer ze hem dreigt te betrappen gebruikt de indiaan zijn boormachine om haar te doden. Jake rent naar haar huis maar is te laat om haar te redden. Het lijkt alsof de vrouw, die Gloria blijkt te heten, door domme pech met de moordenaar in aanraking is gekomen. Het blijkt wel dat het vermoeden bestond dat Gloria door haar man vermoord zou gaan worden.
Terwijl Jake naar een pornofilm kijkt, ziet hij actrice Holly Body optreden. Ze blijkt precies zo te dansen als Gloria een paar avonden eerder deed. Jake gaat undercover in de porno-industrie om het een en ander uit te zoeken. Langzaamaan komt Jake erachter dat de striptease die hij had gezien niet opgevoerd was door Gloria maar door Holly Body, die als "body double" optrad.
Nu zijn Jake en Holly zelf in gevaar. Ze krijgen de indiaan achter zich aan, terwijl de politie niet echt waarde hecht aan het verhaal van Jake. Het komt tot een dodelijk gevecht tussen Jake en de indiaan. Om de indiaan te overwinnen moet Jake zijn angsten overwinnen. Net voordat de indiaan sterft blijkt deze geen indiaan te zijn, maar Sam, die een masker draagt.
In de laatste scène blijkt Jake de rol als vampier toch gekregen te hebben. Er wordt een scène opgenomen waarbij hij een vrouw onder de douche doodbijt, maar om haar lichaam te filmen wordt gewisseld naar een "body double".

## Rolverdeling
| Acteur           | Personage              |
| ---------------- | ---------------------- |
| Craig Wasson     | Jake Scully            |
| Melanie Griffith | Holly Body             |
| Gregg Henry      | Sam Bouchard           |
| Deborah Shelton  | Gloria Revelle         |
| Guy Boyd         | rechercheur Jim McLean |
| Dennis Franz     | Rubin                  |
| David Haskell    | Will                   |
| Rebecca Stanley  | Kimberly Hess          |
| Al Israel        | Corso                  |
| Douglas Warhit   | videoverkoper          |
| B.J. Jones       | Douglas                |
| Russ Marin       | Frank                  |
| Lane Davies      | Billy                  |
| Barbara Crampton | Carol                  |
| Larry Jenkins    | assistent-regisseur    |
| Monte Landis     | Sid Goldberg           |
| Linda Shaw       | Linda Shaw             |
| Mindi Miller     | Tina                   |
| Denise Loveday   | actrice                |
| Slavitza Jovan   | verkoopster            |
| Rob Paulsen      | cameraman              |

## Achtergrond
- De film is een eerbetoon aan de verschillende films van Alfred Hitchcock, en de plot deels overgenomen van diens Rear Window en Vertigo.
- Het huis van Sam is in werkelijkheid de villa Chemosphere in Los Angeles.
- Patrick Bateman, het hoofdpersonage in het boek American Psycho van Bret Easton Ellis, is volledig geobsedeerd door Body Double.
- De Indiase film Pehla Nasha uit 1993 is een remake van Body Double.